# Локк, Бобби
Лоуренс Доналд «Бобби» Локк (англ. Lawrence Donald «Bobby» Locke, 3 марта 1934, Роуз-Ран, Пенсильвания — 4 июня 2020, Данбар, там же) — американский бейсболист, питчер. Выступал за ряд клубов Главной лиги бейсбола с 1959 по 1968 год.

## Биография

### Ранние годы и начало карьеры
Лоуренс Доналд Локк родился 3 марта 1934 года в шахтёрском городе Роуз-Ран на юго-западе Пенсильвании. Он был восьмым из десяти детей в семье шахтёра Джона Локка и его супруги Энн. Во время учёбы в школе Редстона Лоуренс играл фуллбеком в футбольной команде. В составе бейсбольной команды он был питчером, в 1952 году выигрывал чемпионат штата. После окончания школы Локк получил спортивную стипендию в университете штата Аризона, но быстро передумал играть в футбол и вернулся домой. 
В 1953 году Локк подписал контракт с клубом «Кливленд Индианс». Профессиональную бейсбольную карьеру он начал в команде Флоридской лиги «Дейтона-Бич Айлендерс». В своём первом сезоне он сделал 247 страйкаутов, став лидером лиги по этому показателю. Ещё один успешный сезон в фарм-системе «Индианс» Бобби провёл в 1956 году: в составе «Рединг Индианс» он провёл 28 матчей в роли стартового питчера, одержав 18 побед при 9 поражениях с пропускаемостью 2,43. Сезоны 1957 и 1958 годов он пропустил, находясь на военной службе.

### Главная лига бейсбола
Локк возобновил карьеру в 1959 году в составе команды AAA-лиги «Сан-Диего Падрес». В первой части сезона он одержал четыре «сухих» победы, его показатель пропускаемости составлял всего 1,63. В июне его вызвали в основной состав Кливленда. Восемнадцатого июня Бобби вышел стартовым питчером на матч против «Бостон Ред Сокс», в той же игре он отличился трёхочковым хоум-раном. В начале августа его перевели в буллпен. В оставшейся части сезона Локк принял участие в тринадцати матчах команды, в которых его пропускаемость составила 1,03. Сезон 1960 года он также начал в младшей лиге, а с июня играл за основной состав «Индианс». В регулярном чемпионате он сыграл рекордные для себя 11 матчей стартовым питчером, проведя на поле 123 иннинга. В 1961 году Бобби провёл свой единственный полный сезон в Главной лиге бейсбола. После завершения чемпионата «Кливленд» обменял его в «Чикаго Кабс» на игрока второй базы Джерри Киндалла.
В новой команде Локк адаптироваться не смог. Недовольный результатами владелец «Кабс» Филип Ригли вместо одного главного тренера создал комитет из восьми человек, который должен был руководить командой. Это привело к хаосу в управлении. За три дня до начала сезона 1962 года Бобби продали в «Сент-Луис Кардиналс». Там он сыграл всего один матч и был обменян в «Филадельфию». После месяца в команде его перевели в фарм-клуб AAA-лиги «Баффало Байзонс», где он получил травму ноги и пропустил большую часть чемпионата. Следующие два года Локк играл в младших лигах, вызываясь в основной состав «Филадельфии» только на заключительную часть чемпионата. После завершения сезона 1964 года его обменяли в «Калифорнию Энджелс».
С апреля по июль 1965 года Бобби играл за «Сиэтл Энджелс» в Лиге Тихоокеанского побережья, одержав двенадцать побед при пяти поражениях. Затем его обменяли в «Цинциннати Редс», где он выступал в оставшейся части сезона. Весь следующий год Локк провёл в младших лигах, а в июне 1967 года его контракт снова выкупили «Энджелс». В сентябре его вызвали в основной состав Калифорнии, где он в девяти играх одержал три победы при показателе пропускаемости 2,31. Сезон 1968 года стал для него последним в Главной лиге бейсбола. В следующем году Бобби сыграл 44 матча в AAA-лиге и завершил карьеру.

### После бейсбола
Завершив карьеру, Локк вернулся в Пенсильванию. Некоторое время он работал в Почтовой службе, затем перешёл в отдел продаж компании Frito-Lay. Там он работал в течение двадцати шести лет. Бобби и его супруга Карма вырастили двух сыновей и дочь. 
Бобби Локк скончался 4 июня 2020 года в возрасте 86 лет.